# Comillas Club de Fútbol
Comillas Club de Fútbol es un equipo de fútbol español localizado en Logroño, la capital de la comunidad autónoma de La Rioja. Fundado en 2006, actualmente milita en el grupo XVI de Tercera Federación desde su ascenso en la temporada 2021-22.

## Historia
El club fue fundado en 2006 como resultado de la disolución de A. D. Loyola. En la temporada 2007-08 el equipo fue inscrito en la Regional Preferente de La Rioja como filial del Logroñés C. F., tras un acuerdo con éstos. El equipo acabó en primer lugar, consiguiendo el título. Pese a esto, al bajar el primer equipo de Segunda B a Tercera, no pudo hacer efectivo el ascenso. En el siguiente curso se decidió no inscribir al club, así como tampoco si inscribió al Logroñés C. F. en la Tercera División. Así pasaron diez temporadas en las que el club no tuvo representación en la categoría senior, hasta que en el curso 2018-19 se decidió volver a inscribir al equipo en Regional Preferente.
En la temporada 2018-19 lograron su primer ascenso a Tercera División al quedar en segundo lugar. Este puesto les dio también acceso por primera vez a la siguiente ronda de la Copa del Rey.
En la Copa tuvieron que superar una ronda previa contra el C. D. Barquereño por penaltis. Después, en Primera Ronda, jugaron contra el Villarreal C. F. en Las Gaunas perdiendo por 0-5.
Tras un breve paso de una temporada por la Regional Preferente en la temporada 2020-21, el equipo ha militado en Tercera Federación.

## Estadio
El Comillas Club de Fútbol disputa los partidos como local en el Estadio Mundial 82, con una capacidad de 1.275 espectadores.

## Palmarés
Nota: en negrita competiciones vigentes en la actualidad.
| Competición regional                  | Títulos  | Subcampeonatos |
| ------------------------------------- | -------- | -------------- |
| Regional Preferente de La Rioja (2/0) | 2007-08. | 2018-19.       |

## Datos del club
- Temporadas en Primera División: 0
- Temporadas en Segunda División: 0
- Temporadas en Primera Federación: 0
- Temporadas en Segunda Federación: 0
- Temporadas en Tercera Federación / Tercera División: 6
- Mejor puesto en la liga: 12.º en Tercera Federación (temporada 2024-25)

## Trayectoria

### Historial de temporadas
| Temporada | Nivel | División             | Posición | Copa del Rey  |
| --------- | ----- | -------------------- | -------- | ------------- |
| 2007-08   | 5.º   | Preferente           | 1.°      |               |
| 2008–2018 |       | Inactivo             |          |               |
| 2018-19   | 5.º   | Preferente           | 2.°      |               |
| 2019-20   | 4.º   | 3ª (Grupo XVI)       | 16.°     | Primera Ronda |
| 2020-21   | 4.º   | 3ª (Grupo XVI)       | 19.º     |               |
| 2021-22   | 5.º   | Preferente           | 4.º      |               |
| 2022-23   | 5.º   | 3.ª Fed. (Grupo XVI) | 14.º     |               |
| 2023-24   | 5.º   | 3.ª Fed. (Grupo XVI) | 17.º     |               |
| 2024-25   | 5.º   | 3.ª Fed. (Grupo XVI) | 12.º     |               |
| 2025-26   | 5.º   | 3.ª Fed. (Grupo XVI) |          |               |

LEYENDA
```
 :Ascenso de categoría

 :Descenso de categoría
```

### Participaciones en Copa del Rey
| Temporada | Ronda     | Rival            | Resultado    |  |
| --------- | --------- | ---------------- | ------------ |  |
| 2019-20   | Previa    | C. D. Barquereño | 1-1 (p. 3-2) |  |
| 2019-20   | 1.ª Ronda | Villarreal C. F. | 0-5          |  |

### Participaciones en playoffs de ascenso
| Temporada | Liga                | Ronda            | Rival                             | Ida | Vuelta | Global |  | Ascenso |
| --------- | ------------------- | ---------------- | --------------------------------- | --- | ------ | ------ |  | ------- |
| 2021-22   | Regional Preferente | Cuartos de final | C. D. Tedeón                      | 2-1 | 2-1    | 2-1    |  |         |
| 2021-22   | Regional Preferente | Semifinal        | C. D. Autol                       | 3-2 | 3-2    | 3-2    |  |         |
| 2021-22   | Regional Preferente | Semifinal        | Racing Rioja C. F. Super Nova "B" | 1-0 | 1-0    | 1-0    |  |         |